# București în literatură

## Literatură și adevăr
Literatura reflectă viața cotidiană sau epoca în întregime de multe ori mai fidel și cu siguranță mai convingător decât cronica istorică. În geografia românească ilustrată  literar, un loc special îl ocupă Bucureștiul. Este locul în care se derulează acțiunea unor romane de referință, dar și imagine emblematică, personaj, uneori și un simbol adeseori abordat în literatură.
Este interesant că fiecare epocă/secol a suscitat interes printre scriitorii clasici și contemporanei, existând numeroase producții despre București, încât s-ar putea realiza o  istorie a imaginii sale literare. Multe dintre teme sau chiar povești au rădăcini istorice fiind evidentă obsesia scriitorilor români pentru respectarea adevărului istoric.

## Opere epice
Cel mai ușor este de urmărit fenomenul în operele epice. Povestiri, romane, memorialistică sau legende, toate cuprind datele istorice principale ale Bucureștiului. Putem chiar să urmărim o imagine cronologică a orașului, pornind de la scrieri epice de referință.

### Epoca veche
În special romanul istoric dă date interesante despre medievalitatea bucureșteană. Numele orașului fiind legat de Vlad Țepeș și de dinastia Drăculeștilor, cred că, datorită notorietății lui Dracula, cel mai adesea această epocă a fost abordată, dar și perioadele următoare s-au bucurat de succes. 
De un interes special s-a bucurat și secolul al XVIIIl-lea, epoca fanarioților, ilustrată în special într-o trilogia fanariotă de Doina Ruști, cuprinzând romanele Manuscrisul fanariot, Mâța Vinerii și Homeric.  Despre aceeași perioadă este vorba și în romanul Principele de Eugen Barbu. 
Secolul al XIX-lea apare în Ciocoii vechi și noi de Nicolae Filimon, dar și în Scrisori către Alecsandri de Ion Ghica.

### Interbelicii
Bucureștiul interbelic are cred cele mai multe romane reperezenative. Craii de Curtea Veche de Mateiu Caragiale, Patul lui Procust de Camil Petrescu, Concert din muzică de Bach de Hortensia Papadat Bengescu, Calea Victoriei de Cezar Petrescu, Sfârșit de veac în București de Ion Marin Sadoveanu, Lunatecii de Ion Vinea și multe altele - ilustrează perioada dintre războaie. Se mai pot adăuga aici Huliganii de Mircea Eliade, ca și proza sa fantastică, Gorila de Liviu Rebreanu, romanul popular al epocii.

### Perioada contemporană
Perioada comunistă este destul de bine reprezentată în romanele epocii, dar abia în perioada optzecistă Bucureștiul trece în prim planul-literaturii, atât în romane cât și în proza scurtă, dar mai ales în perioada postdecembristă. Dintre acestea, amintim: Parcul Ioanid de Bedros Horasangian, romanul Orbitor de Mircea Cărtărescu.